# SLC5A4
SLC5A4‏ (Solute carrier family 5 member 4) هوَ بروتين يُشَفر بواسطة جين SLC5A4 في الإنسان.